# 19e cérémonie des Goyas
La 19e cérémonie des Goyas (ou Premios Goya), organisée par l'Academia de las artes y las ciencias cinematográficas de España, a eu lieu le 30 janvier 2005 au Palais municipal des congrès de Madrid et a récompensé les films sortis en 2004.
Le film Mar adentro de Alejandro Amenábar remporte quatorze récompenses dont les deux majeures (meilleur film et meilleur réalisateur) ,.

## Palmarès

### Meilleur film
- Mar adentro de Alejandro Amenábar
  - La Mauvaise Éducation (La mala educación) de Pedro Almodóvar
  - Tiovivo c. 1950 de José Luis Garci
  - Roma de Adolfo Aristarain

### Meilleur réalisateur
- Alejandro Amenábar pour Mar adentro
  - Carlos Saura pour Le Septième Jour (El séptimo día)
  - Pedro Almodóvar pour La Mauvaise Éducation (La mala educación)
  - Adolfo Aristarain pour Roma

### Meilleur nouveau réalisateur
- Pablo Malo pour Frío sol de invierno

### Meilleur acteur
- Javier Bardem  pour son rôle dans Mar adentro

### Meilleure actrice
- Lola Dueñas pour son rôle dans Mar adentro

### Meilleur acteur dans un second rôle
- Celso Bugallo pour son rôle dans Mar adentro

### Meilleure actrice dans un second rôle
- Mabel Rivera pour son rôle dans Mar adentro

### Meilleur espoir masculin
- Tamar Novas pour son rôle dans Mar adentro

### Meilleur espoir féminin
- Belén Rueda pour son rôle dans Mar adentro

### Meilleur scénario original
- Alejandro Amenábar et Mateo Gil pour Mar adentro

### Meilleur scénario adapté
- José Rivera pour Carnets de voyage (Diarios de motocicleta)

### Meilleure photographie
- Javier Aguirresarobe pour Mar adentro

### Meilleur montage
- Guillermo Maldonado pour El Lobo

### Prix Goya d'honneur
- José Luis López Vázquez

## Statistiques

### Nominations multiples
15 : Mar adentro

### Récompenses multiples
14 : Mar adentro